# Otman Bakkal
Otman Bakkal (arabul: عثمان بقال) (Eindhoven, 1985. február 27. –) marokkói származású holland labdarúgó, 2014 óta csapat nélküli.

## Pályafutása

### PSV Eindhoven
Bakkal a 2003/2004-es szezonban mutatkozott be a holland első osztályban szereplő PSV Eindhoven csapatában.